# Antoine Joseph Marie d'Espinassy de Fontanelle
Antoine Joseph Marie d'Espinassy de Fontanelle, aussi orthographié Despinassy, né le 13 août 1757 à Marseille (Bouches-du-Rhône), mort le 27 mai 1829 à Lausanne (Suisse), est un homme politique et un général français.

## Biographie

### Origines familiales
Il est issu d'une très vieille famille de la noblesse provençale originaire de Signes, où il possède le château de la Jaconnière. Il est le fils du général Cesar Antoine d'Espinassy de Venel, capitaine de vaisseau, et de Marie Magdeleine Garoutte (sœur de Michel Antoine Garoutte).
Il est un lointain cousin de Louise Angélique d'Espinassy, dite Mlle d'Espinassy, « connue dans la République des Lettres par plusieurs ouvrages utiles et curieux » : Essai sur l'éducation des demoiselles (1764), Nouvel Abrégé de l'Histoire de France à l'usage des jeunes gens (1766).

### Mandat à la Législative
En septembre 1791, Despinassy, alors capitaine d'artillerie aux colonies, est élu député du département du Var à l'Assemblée nationale législative, le sixième sur huit. Il y vote en faveur de la mise en accusation du marquis de Lafayette. 

### Mandat à la Convention
La monarchie s'effondre à la suite de l'insurrection du 10 août 1792. La famille royale est incarcérée et un Conseil exécutif provisoire est élu. En septembre, Despinassy est réélu député du Var, le cinquième sur huit, à la Convention nationale. Dès le 23, il est envoyé, aux côtés d'Aubry et d'Isnard, en mission à Perpignan. Ils annoncent la prise de Sospel par le général d'Anselme le 20 novembre. 
Il siège sur les bancs de la Gironde. Lors du procès de Louis XVI, il vote la mort et rejette l'appel et le sursis à l'exécution. Il ne participe ni au scrutin sur la mise en accusation de Jean-Paul Marat, ni à celui sur le rétablissement de la Commission des Douze. Il est envoyé en mission dans les départements des Alpes-Maritimes et du Var aux côtés de Jean Roubaud en mars 1793, afin d'accélérer la levée en masse décrétée en février. Mi-avril, il est envoyé, aux côtés de Barras et de Roubaud, auprès de l'armée du Var. Il passe, à la fin du mois, à l'armée d'Italie. En septembre 1793, il est accusé d'abandon de poste par ses collègues et convoqué à Paris sous la garde des gendarmes. Il se soustrait au décret d'arrestation et se cache avec Isnard. Despinassy est rappelé au sein de la Convention en frimaire an III (décembre 1794) en même temps que les députés qui ont protesté contre les journées du 31 mai et du 2 juin 1793. 

### Nouvelles missions militaires
Il est nommé chef de brigade au 2e régiment d’artillerie à pied le 2 prairial an III (21 mai 1795). Le 11 prairial an III (30 mai 1795), il est envoyé en mission à Toulon, puis le 24 prairial an III (12 juin 1795), à Lyon pour apaiser les passions religieuses excitées dans le Gévaudan. Il est rappelé de cette mission le 24 vendémiaire an IV (16 octobre 1795), et il reprend sa place à la Convention. 
Le 4 brumaire (26 octobre) suivant, il entre au Conseil des Cinq-Cents, il en sort le 1er prairial an V (20 mai 1797). 
Il est promu général de brigade le 9 floréal an V (28 avril 1797), et il se retire aux environs de Lyon. Il est réformé le 19 janvier 1800, et il est admis à la retraite le 1er avril 1811.
La loi du 12 janvier 1816 contre les régicides l'oblige à quitter la France ; il se retire à Lausanne où il meurt le 27 mai 1829.

### Sources et bibliographie
- A. Raucroix, « Le conventionnel Espinassy » Feuilles d’histoire du XVIIe au XXe siècle, 1910, vol. 4, p. 151 et suivantes. [Mémoire auto-biographique de ce conventionnel girondin, qui prit sa retraite comme général de brigade d'artillerie en 1811, rédigé en 181o et publié par M. Raucroix.]
- « Antoine Joseph Marie d'Espinassy de Fontanelle », dans Adolphe Robert et Gaston Cougny, Dictionnaire des parlementaires français, Edgar Bourloton, 1889-1891 [détail de l’édition]
- (en) « Generals Who Served in the French Army during the Period 1789 - 1814: Eberle to Exelmans »
- Thierry Pouliquen, « Les généraux français et étrangers ayant servis [sic] dans la Grande Armée » (consulté le 18 octobre 2013)
- Antoine Joseph Marie d'Espinassy de Fontanelle  sur roglo.eu
- Fiche sur Assemblée nationale
- (pl) « Napoléon.org.pl »